# Maciej Wojtkowski
Maciej Daniel Wojtkowski (ur. 9 czerwca 1975 we Włocławku) – polski fizyk, specjalizujący się w optyce stosowanej, fizyce medycznej i doświadczalnej, profesor nauk fizycznych.

## Życiorys
W 1999 ukończył studia z fizyki na Uniwersytecie Mikołaja Kopernika w Toruniu. W 2003 doktoryzował się w Instytucie Fizyki na Wydziale Fizyki, Astronomii i Informatyki Stosowanej na podstawie pracy Spektralna tomografia optyczna z użyciem światła częściowo spójnego w zastosowaniach medycznych. Habilitował się w tej samej jednostce w 2010 w oparciu o rozprawę zatytułowaną Obrazowanie za pomocą tomografii optycznej OCT z detekcją fourierowską. W 2014 otrzymał tytuł profesora nauk fizycznych.
Zawodowo był związany z macierzystą uczelnią, gdzie doszedł do stanowiska profesorskiego. Od 1998 do 2001 pracował naukowo także na Uniwersytecie Wiedeńskim, a w latach 2003–2005 w Massachusetts Institute of Technology. Odbywał staże naukowe na uczelniach w Wielkiej Brytanii i Australii. Powołany także m.in. w skład Komitetu Biocybernetyki i Inżynierii Biomedycznej Polskiej Akademii Nauk. W 2016, w wyniku przeprowadzenia konkursu o międzynarodowym zasięgu, został wybrany na kierownika Zakładu Chemii Fizycznej Układów Biologicznych w Instytucie Chemii Fizycznej PAN. Utworzenie tego zakładu zostało sfinansowane przez Unię Europejską w ramach programu Horyzont 2020 (ERA Chairs).
Maciej Wojtkowski jest autorem około 10 patentów i zgłoszeń patentowych. Zaprojektował tomograf wykorzystywany do nieinwazyjnego i bezkontaktowego badania wnętrza oka. Za opracowanie i wprowadzenie do praktyki okulistycznej metody tomografii optycznej z detekcją fourierowską w 2012 został wyróżniony Nagrodą Fundacji na rzecz Nauki Polskiej.
Swoje prace publikował m.in. w takich czasopismach jak: „Optics Express”, „Journal of Biomedical Optics”, „Ophthalmology” oraz „Optics Letters”.